# Beinasco
Beinasco (Beinasch in piemontese) è un comune italiano di 17 311 abitanti della città metropolitana di Torino in Piemonte, conurbato nell'area metropolitana del capoluogo piemontese, a soli 5 km sud-ovest da esso.

## Geografia fisica
Si trova in zona pianeggiante, ed è bagnato dal torrente Sangone, che lo attraversa tagliando in due il centro con le frazioni di Borgo Melano e Borgaretto dove, in quest'ultima, risiede almeno il 40% dei residenti (7 400 su 18 100). È il comune meno esteso della prima cintura di Torino, tuttavia il suo indice di densità abitativa è estremamente elevato.

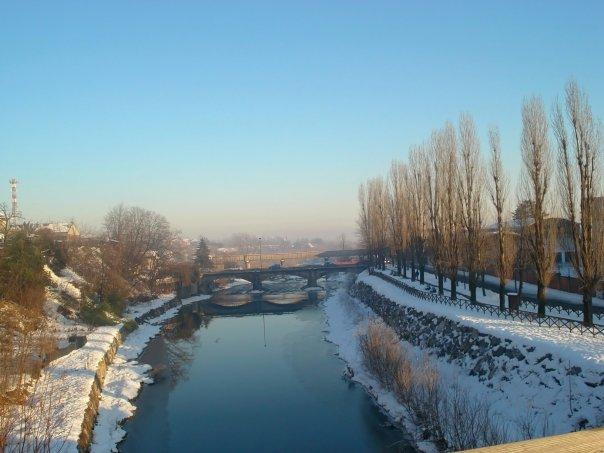
Il torrente Sangone a Beinasco

## Origini del nome
Il nome potrebbe derivare dal latino Benàcun, derivato a sua volta dalla fusione di un prediale romano, Batinus (da Battius), con il suffisso celto-ligure -ascus.

## Storia
L'attuale Beinasco nacque nel I secolo a.C. come colonia romana, edificata allo scopo di proteggere l'antica Augusta Taurinorum, in virtù della linea difensiva naturale offerta dal Sangone, funzione che continuò anche in epoca medievale.

### Il Medioevo
I primi documenti storici risalgono a dopo la dominazione longobarda, allorquando, all'inizi del XIII secolo l'allora Vescovo di Torino Arduino di Valperga donò il castello (di epoca medioevale) ville, territori, uomini del territorio di Benàscun a tal Federico - capostipite del ramo De' Federici - e già Signore di Piossasco. La famiglia dei Piossaschi, una delle più influenti del Piemonte medioevale, non rinunciava comunque al controllo sul comune, dato che ne fu immediatamente reinfeudata. A partire dal giugno 1239, lo stesso territorio fu gestito direttamente da Torino che, appena costituitosi come libero comune, voleva imporre il dazio alle porte della città. Nello stesso periodo vennero infatti costituiti i confini territoriali, come risulta da un decreto del vescovo di Torino Ugo Cagnola, del 1236, e nuovamente confermato nel 1288.
Nel 1325 il feudo è attestato alla dominazione spagnola di tal Conte Lovencito mentre, a metà del XIV secolo Beinasco abbracciò fermamente le fazioni guelfe, e fu più volte alla mercé delle scorrerie delle truppe imperiali. Nel 1501, a riprova della capitale e del borgo sorto per difenderla, la città di Torino fu investita dal titolo di Signora di Beinasco. Il territorio passò nuovamente ai De' Federici di Piossasco sul finire del XVI secolo.

### Il Seicento
Il periodo più difficile del borgo fu il Seicento, quando Beinasco fu più volte distrutto, arrivando vicino alla totale estinzione. Una prima volta fu nel 1630. In Piemonte regnava il duca Carlo Emanuele I di Savoia, figlio di Emanuele Filiberto. Aveva tentato un'abile politica di espansione alleandosi prima con i francesi e poi con gli spagnoli. Nel 1627 aveva cercato di annettersi il Ducato del Monferrato, sul quale vantava notevoli diritti ereditari. Tali diritti non erano stati sostenuti dalla Francia, per cui il ducato era stato assegnato al Duca di Mantova, proposto da Luigi XIII. Allo scoppio della guerra, nel 1630 le truppe francesi misero a ferro e fuoco il Piemonte. Fra i vari paesi distrutti vi era anche Beinasco: venne distrutta la parrocchiale, e uccisa la maggior parte della popolazione. Contemporaneamente il paese venne colpito dalla peste, così come venne colpita anche Torino, raggiungendo quell'anno il suo apice.
Il Cibrario, celebre per la sua Storia di Torino, sostiene che di cento capi famiglia censiti a Beinasco prima del 1630, dopo il contagio della peste ne rimanevano solo otto. 
Beinasco venne devastato quasi completamente e praticamente fu sterminata l'intera popolazione, per cui il paese non esistette più, perdendo persino il diritto di formare un corpo di comunità.
Carlo Emanuele II concesse nuovamente al paese il diritto di formarsi a comune. Verso il 1680 il paese sembrava finalmente essersi ripreso, quando altre due guerre lo devastarono nuovamente, anche se in maniera meno drammatica.
Nel 1690 il giovane Vittorio Amedeo II, da poco salito al trono dopo la lunga reggenza della madre Maria Giovanna Battista di Savoia-Nemours, rovesciando la precedente alleanza, dichiarò guerra alla Francia.
Il Piemonte, era facilmente esposto all'esercito di Luigi XIV. A comandare le truppe invasori che dal Delfinato si erano portate in Piemonte era il comandante Nicola Catinat. Questo combatté con le sue armate una guerra spietata contro le popolazioni inermi: villaggi distrutti, campi bruciati, stragi di uomini. Mai la terra piemontese venne altrettanto devastata da un nemico. Non potendo attaccare Torino, i francesi adottarono la strategia della "terra bruciata", per indebolire la capitale e terrorizzare la popolazione e spingere il re alla battaglia decisiva in campo aperto. Anche Beinasco fece le spese di questa crudeltà e le case appena costruite furono nuovamente bruciate.

### Il Settecento
Il 4 ottobre 1693, nei pressi di località Marsaglia, un piccolo villaggio sulla strada per Orbassano,  si combatté una delle più aspre e sanguinose battaglie del conflitto, risoltasi in una memorabile sconfitta per Vittorio Amedeo II. Raggiunta la pace nel 1696, di li a poco Beinasco fu nuovamente coinvolta in un conflitto: la Guerra di successione spagnola dal 1701 al 1713 e ancora una volta contro i francesi. Beinasco fu nuovamente saccheggiata.
Dopo un secolo di tali devastazioni e rovine, la storia di Beinasco subì una svolta. Quasi completamente distrutta, cessò la funzione di difesa di Torino, per diventare un semplice borgo agricolo ai confini della capitale.
Nel 1768 parve giunto il momento di affrontare il problema della viabilità, per cui una petizione per la costruzione di un ponte fu inviata alla Gran Cancelleria. Vi era descritta la necessità, per esempio da parte del parroco, di raggiungere quelle famiglie situate sulla sponda opposta del torrente. Si dovette aspettare solo il 1839, quando, su decreto di Carlo Alberto, fu costruita la nuova strada comunale che univa Piossasco a Torino.

### Tra Ottocento e Novecento
Nel corso dell'Ottocento la popolazione della città fu per lungo tempo in costante diminuzione. Nel 1870 erano poco più di 900, mentre nei primi anni della Restaurazione, erano 1 263. All'inizio del Novecento iniziò la ripresa e la popolazione era salita a quasi 1 300 abitanti, aumentando fino a raggiungere 2 057 nel 1936. L'aumento costante della popolazione è dovuto ad un forte componente migratoria dovuta alla creazione di fornaci per laterizi. I "Fornasé", così vennero chiamati i lavoratori che si occupavano di laterizi, diventano l'immagine stessa di Beinasco, in particolare dopo la costituzione della società "Fornaci Riunite".
Durante il periodo fascista la costruzione dei grandi stabilimenti Fiat del Lingotto mutò nuovamente la situazione, per cui molti lavoratori della zona di Beinasco abbandonarono le fornaci per andare a lavorare in fabbrica.

### La seconda guerra mondiale
Durante la seconda guerra mondiale il paese fu colpito da diverse incursioni aeree, senza subire nel complesso danni notevoli. Anche se partecipò alla resistenza non subì ritorsioni nazifasciste, a differenza di quanto accadde ai borghi vicini, come Orbassano, Nichelino e soprattutto Piossasco.

### Il dopoguerra
Nel dopoguerra la ricostruzione venne accompagnata da un enorme incremento demografico, che ha portato gli abitanti dai 2 000 degli anni anteguerra ai 18 000 del 1992. Anche Beinasco fu coinvolto nel grande boom economico che accompagnò Torino ed il Centro storico assunse sempre minore importanza.

### Simboli
Lo stemma e il gonfalone del comune di Beinasco sono stati concessi con decreto del presidente della Repubblica del 23 dicembre 1963.
Lo stemma del comune di Beinasco è formato dall'azzurro del cielo unito con il verde della campagna che rappresenta le grandi praterie ricche di fieno e di pioppi verdeggianti. Questa campagna è attraversata dal torrente Sangone. L'ancora d'oro che esce dal fiume è come una speranza che il fiume alimenti i pozzi e le fontane, irrighi ed innaffi le campagne e i campi sui quali splende il sole raggiante dall'angolo destro del capo che farà biondeggiare le messi.

## Monumenti e luoghi di interesse

### Chiesa di San Giacomo Apostolo

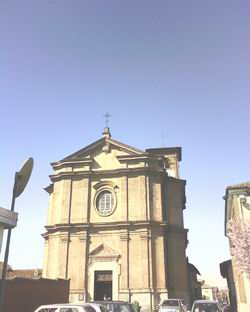
Chiesa di San Giacomo Apostolo

Il vescovo di Lodi nel 1538, dopo una visita nel paese, ordinò la costruzione di una chiesa, ma la storia della sede parrocchiale è molto travagliata. Nel corso degli anni, infatti, subì una serie di distruzioni, ricostruzioni e ristrutturazioni, a causa dei tanti assalti subiti e dal logoramento delle sue fondamenta. L'ultima e definitiva ricostruzione è avvenuta nel 1740 su progetto di Giovanni Tommaso Pronotti, allievo di Juvarra. Fu inaugurata nel 1743. La pianta è a croce greca, dotata di ampio presbiterio con abside semicircolare. All'interno si possono ammirare tre altari: al centro l'altare maggiore, sormontato da un grande crocifisso e due altari laterali, uno dedicato al Sacro Cuore e l'altro all'Immacolata Concezione. Alla destra dell'altare maggiore si trova un pulpito in legno con sculture. Il campanile della chiesa è alto 24 metri.
Nel 1945 venne rinvenuta un'antica lapide funeraria romana. Ora si trova nell'atrio dell'ingresso della casa Parrocchiale. Sulla lapide è inciso in latino "Tertullae Matri" seguito da "F.T.I.", che può voler dire: "Testamento fieri iussit", che tradotto significa: "lascio per testamento". Sulla lapide, inoltre, compaiono due animali, che potrebbero essere leoni, e due alberi, probabilmente cipressi.

### Succursali e altri patrimoni parrocchiali
Oltre alla chiesa di San Giacomo Apostolo la parrocchia possiede due succursali: la chiesa di san Luigi (a Borgo Melano) e la chiesa della Madonna del Rosario (a Beinasco).

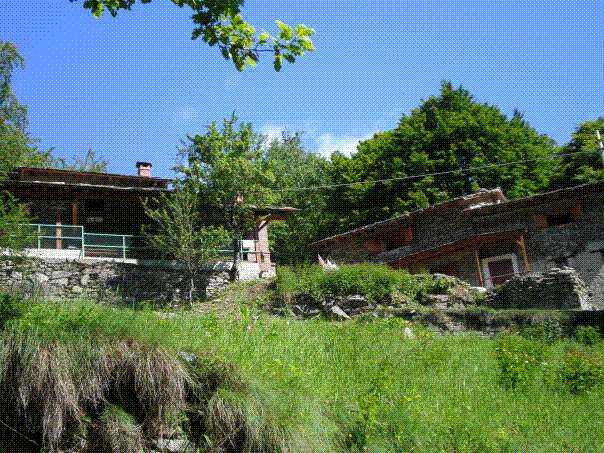
Le Baite della parrocchia di San Giacomo Apostolo di Beinasco, presso Pialpetta (Comune di Groscavallo).

 La parrocchia possiede, inoltre, il cinema teatro Bertolino, chiamato così in onore di Don Paolo Bertolino, parroco dal 1903 al 1960, situato sopra l'oratorio, vicino alla chiesa di San Giacomo Apostolo, e due baite a Pialpetta nel comune di Groscavallo ed in valle di Lanzo, usate per i campi estivi per i giovani e ragazzi della comunità beinaschese.

### Altre chiese e parrocchie
- Parrocchia Sant'Anna (Borgaretto), alla quale è associato un teatro parrocchiale, il Sant'Anna
- Parrocchia Gesù Maestro (Fornaci), associata con la parrocchia San Giacomo Apostolo
- Chiesa Madonna del Rosario (Beinasco), succursale della parrocchia San Giacomo Apostolo
- Chiesa san Luigi (Borgo Melano), succursale della parrocchia San Giacomo Apostolo

A Beinasco è presente anche una chiesa cristiana evangelica pentecostale, appartenente alle Assemblee di Dio in Italia (ADI). 

### Castello

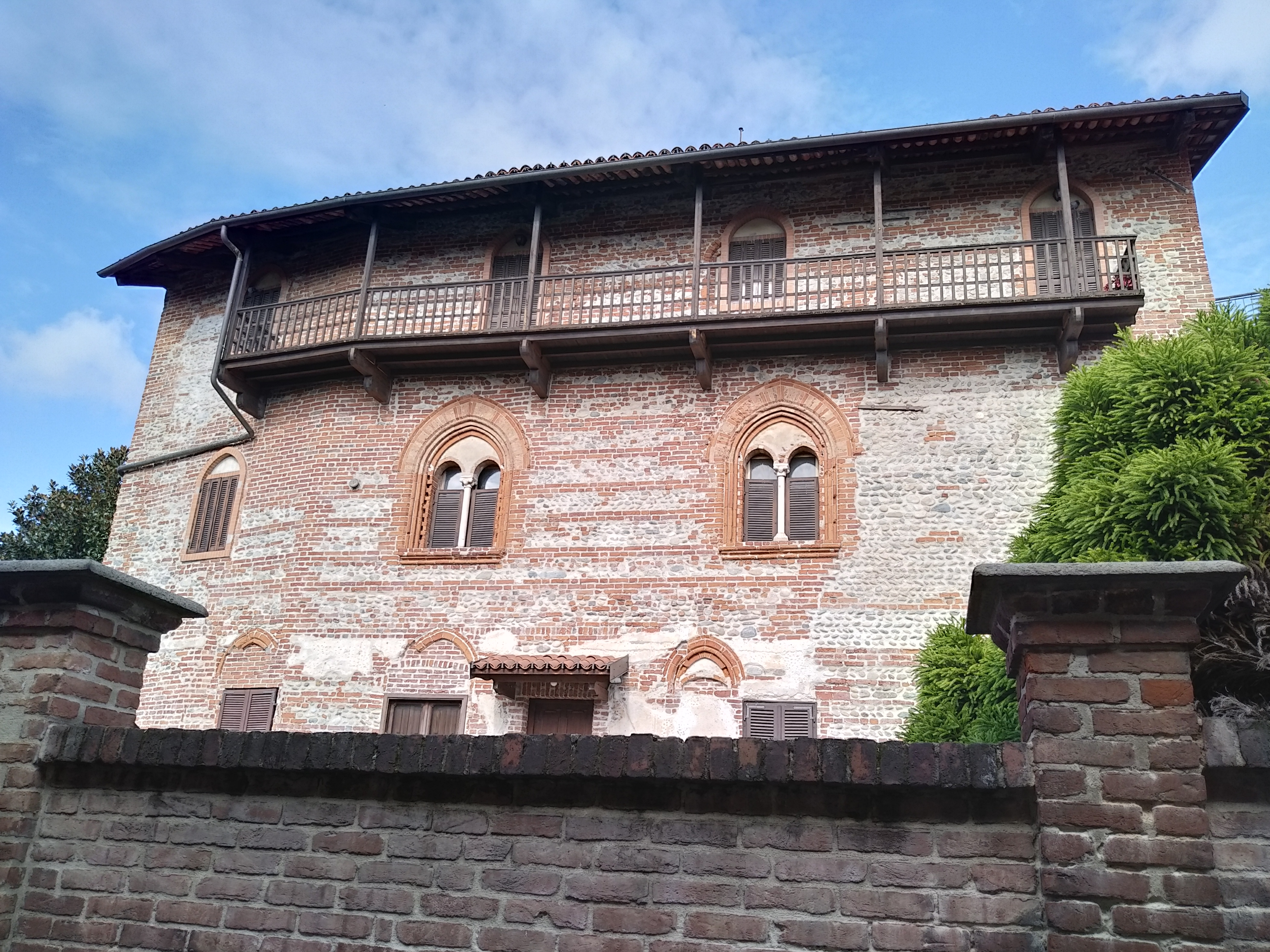
Beinasco: il castello

A Beinasco, nei pressi della centrale piazza Alfieri, è presente un castello di origine medioevale. L'edificio, che fu soggetto alla signoria del comune di Torino, è oggi di proprietà privata. Più volte rimaneggiato e trasformato nel corso dei secoli, conserva ancora tracce dell'architettura originaria, tra le quali alcune bifore.

### Auditorium Giancalone
Accanto alla scuola media di primo grado Antonio Vivaldi, è presente l'auditorium A. Giancalone, nominato così in onore di un maestro delle elementari del luogo che perse la vita in seguito a un disastro aereo di cui era passeggero.

## Società

### Evoluzione demografica
Negli ultimi cinquant'anni, a partire dal 1961, la popolazione residente si è quasi quadruplicata.
Abitanti censiti

### Etnie e minoranze straniere
Al 31 dicembre 2023 gli stranieri residenti sono 1052, pari al 5,91% della popolazione.

## Cultura

### Biblioteche
La biblioteca di Beinasco viene fondata nel 1965, ospitata nella Sala del Consiglio Municipale. Una nuova sede apposta per essa, ideata da Bruno Zevi, viene costruita nel 1968, a cui sussegue il trasferimento di sede e l'assegnazione di un nome, ovvero Nino Colombo, ex-assessore alla cultura del paese che spinse molto per la sua realizzazione. Dal 2005, la biblioteca diventa polo centrale dell'Area ovest dello SBAM, e dal 2006 viene trasferita in un locale accanto al municipio.
La biblioteca nella frazione di Borgaretto, intitolata a Primo Levi, nasce invece nel 1971 come semplice punto prestito, ma a partire dalla fine degli anni '90 ottiene un proprio patrimionio librario, diventando sede secondaria della biblioteca di Beinasco.
Dal 2022, su impulso dell’amministrazione Cannati, è in costruzione nella zona di Piazza Dolci un nuovo centro culturale che ospiterà la nuova biblioteca cittadina.

### Sagre ed eventi
- Ogni anno a fine giugno inizio luglio si svolge la manifestazione "Gospel Sotto Le Stelle" organizzata dai Free Voices Gospel Choir, un appuntamento di rinomanza nazionale per la musica Gospel con la partecipazione di cori da tutta Italia ed artisti di fama internazionale
- Ogni terza domenica di luglio viene svolta la festa patronale di San Giacomo, denominata poi Beinasco Summer Festival ospitando cantanti di rilevanza nazionale, come i The Kolors nel 2023, Giusy Ferreri nel 2024, e nel 2025 Alex Britti.

## Geografia antropica
Il territorio comunale è suddiviso in quattro aree: Beinasco, Borgo Melano, Borgaretto e Fornaci.

### Beinasco

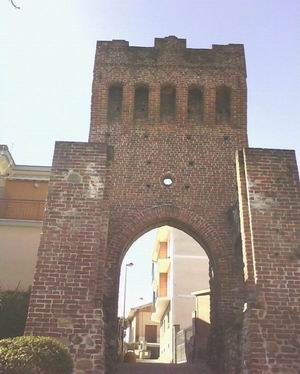
Torre medievale nel viale Cavour

Beinasco è il capoluogo comunale da cui prende il nome l'intero comune. È il quartiere più antico del comune e rappresenta il centro storico del paese. Sono presenti un castello medievale, la torre, la passerella ciclopedonale sul Sangone, di architettura avveniristica, lunga 80 metri, che collega il centro storico con il quartiere Borgo Melano, intitolata al partigiano beinaschese Albano Zuin, il municipio, la chiesa settecentesca di San Giacomo Apostolo sede della parrocchia di Beinasco, l'ex chiesa di Santa Croce, ora ristrutturata e che attualmente ospita le riunioni del consiglio comunale, concerti e mostre, una chiesa evangelica, il comando dei carabinieri, la stazione della polizia municipale e il Monumento ai Caduti.

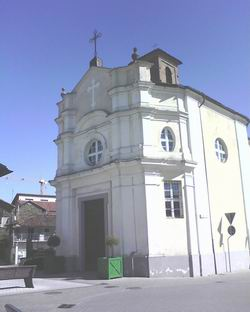
Ex Chiesa di Santa Croce, sede del consiglio comunale

Questo quartiere viene spesso chiamato dai beinaschesi "Beinasco centro" per distinguerlo dalle frazioni.

### Borgo Melano
A Borgo Melano (Borgh Melan) si trova la chiesa di San Luigi, succursale della parrocchia di San Giacomo Apostolo, caratterizzata da un diorama permanente composto da oltre 500 personaggi, la maggior parte dei quali in movimento che rappresentano, in due quadri, la nascita di Cristo e la sua passione, morte e risurrezione. In questo quartiere è presente anche il palazzetto dello sport comunale, il "PalaBeinasco", dove si svolgono le gare e i tornei di basket, calcio a 5 e pallavolo.

### Borgaretto

Chiesa di Sant'Anna

Borgaretto (Borgarèt) è la frazione più grande del comune. Si trova al confine del Parco regionale di Stupinigi e si estende su un terreno pianeggiante formato da depositi alluvionali sulla sponda destra del Sangone. In questo quartiere è presente la chiesa ottocentesca di Sant'Anna, sede della parrocchia di Borgaretto fin dal 1940. Borgaretto è sede della Società Operaia di Mutuo Soccorso, che recentemente si è gemellata con la Società Operaia di Mutuo Soccorso di Santa Ninfa. Durante quest'occasione si è intitolato l'auditorium comunale di Borgaretto alla memoria di Giuseppe Giacalone.
 
Il centro abitato è attraversato a sud dal 45º Parallelo, la linea equidistante fra il Polo Nord e l'Equatore.

### Fornaci
Le Fornaci (Le Fornase) sono un quartiere situato a nord di Beinasco, tagliato in due dalla Tangenziale sud di Torino. Il quartiere prende il nome dalle fabbriche per la produzione di mattoni (appunto le fornaci di mattoni), attorno alle quali nacque e si sviluppò il borgo. Il sorgere a Beinasco delle prime fornaci avvenne attorno al 1870. Gli addetti erano soprattutto di provenienza esterna, in massima parte toscani e friulani.

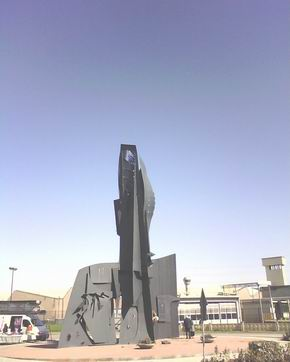
Monumento ai caduti delle guerre mondiali

Fornaci è l'area sicuramente più moderna della città, cresciuta intorno all'asse di Strada Torino di Beinasco, che si raccorda a nord con la città di Torino, in Corso Orbassano, ed allo svincolo autostradale con la Tangenziale Sud, nell'importante incrocio con la Autostrada A55, diramazione per Pinerolo.
La frazione Fornaci è in gran parte è occupata dall'area industriale di Beinasco, tra la tangenziale sud di Torino, via Bellezia, via Monginevro e strada Torino. L'area residenziale storica del quartiere è quella incastonata tra la tangenziale sud di Torino ed il confine con la città di Torino. La zona di più recente sviluppo di Fornaci è sicuramente quella ad est di strada Torino, dove si è sviluppato negli anni il secondo centro commerciale per ampiezza dell'area urbana torinese, Le Fornaci. A poche decine di metri dal centro commerciale, si trova la sede del locale comitato della Croce Rossa, che dal 1972 offre servizio di assistenza e di emergenza alla popolazione.
Il centro commerciale è il primo nato a Torino durante gli anni novanta. La sua superficie era relativamente limitata rispetto a quella odierna. Dalla sua fondazione ad oggi, l'area ha allargato la sua superficie con spazi commerciali, un fast food con area "drive", un ampio parcheggio multipiano ed una multisala cinematografica.
Nel 2007 si sono conclusi i lavori per un ulteriore ampliamento ad ovest di strada Torino, con un nuovo corpo commerciale ed un'imponente passerella pedonale a scavalco di strada Torino.
A Fornaci è presente la chiesa di Gesù Maestro, sede della parrocchia locale, associata alla parrocchia San Giacomo Apostolo di Beinasco, con cui collabora, svolge quasi tutte le attività in comune e condivide il parroco, il viceparroco e molti dei collaboratori e volontari.

## Infrastrutture e trasporti
Dal 1881 al 1958 Beinasco fu servita dalla tranvia Torino-Orbassano-Giaveno.

## Amministrazione

### Sindaci di Beinasco dal 1945 ad oggi
| Periodo           | Periodo           | Primo cittadino       | Partito                 | Carica                  | Note   |
| ----------------- | ----------------- | --------------------- | ----------------------- | ----------------------- | ------ |
| 18 maggio 1945    | 10 giugno 1945    | Michele Monasterolo   |                         | Sindaco                 |        |
| 11 giugno 1945    | 28 settembre 1945 | Giovanni Ferrero      |                         | Sindaco                 |        |
| 29 settembre 1945 | 1946              | Michele Monasterolo   |                         | Sindaco                 |        |
| 1946              | 1956              | Rinaldo Bolfo         | PCI - PSI               | Sindaco                 |        |
| 1956              | 1959              | Alfredo Taborelli     | Democrazia Cristiana    | Sindaco                 |        |
| 1959              | 1960              | Domenica Dora Ostengo | Democrazia Cristiana    | Sindaco                 |        |
| 1960              | 1975              | Giovanni Ferrero      | PCI - PSI               | Sindaco                 |        |
| 1975              | 1987              | Natale Aimetti        | PCI - PSI               | Sindaco                 |        |
| 1987              | 1988              | Pier Giorgio Bio      | DC - PCI - PSI          | Sindaco                 |        |
| 1988              | 1990              | Michele Camino        | DC - PCI - PRI          | Sindaco                 |        |
| 1990              | 1999              | Giuseppe Massimino    | centrosinistra          | Sindaco                 |        |
| 1999              | 2009              | Gilberto Giuffrida    | centrosinistra          | Sindaco                 | [ 22 ] |
| 2009              | 2019              | Maurizio Piazza       | centrosinistra          | Sindaco                 | [ 23 ] |
| giugno 2019       | luglio 2020       | Antonella Gualchi     | centrosinistra          | Sindaco                 |        |
| luglio 2020       | ottobre 2021      | Giovanna Vilasi       | Commissario Prefettizio | commissario prefettizio |        |
| ottobre 2021      | in carica         | Daniel Cannati        | centrodestra            | Sindaco                 |        |

### Gemellaggi
- Piatra Neamt, dal 2001
- Manilva, dal 2009

## Sport
Due nativi di Beinasco hanno partecipato alle Olimpiadi 2008 a Pechino: Sebastian Giovinco, calciatore nella nazionale di calcio Italiana under 21 e calciatore del Toronto e Fabio Cerutti, centometrista nella nazionale italiana di atletica leggera. Nel motociclismo Massimo Delorenzi è stato Campione Italiano, vicecampione Europeo nella velocità classe 50 1982.

### Calcio
A Beinasco è presente una società calcistica:  l'ASD BeiBorg militante nel girone E di Prima Categoria.
La società è nata nel 2020 dalla fusione tra le 2 società del paese:
- U.S.D. Beinasco Calcio. Vanta due scudetti dilettantistici (Campione d'Italia Juniores 1972/73 e Campione d'Italia Allievi 1979/80)
- G.S.D. Borgaretto Calcio

Dalla stagione 2023/24 gioca nel campo storico di Beinasco (il Campo Spinelli) il GSD San Giorgio Calcio.

### Tennis
La società di tennis di Beinasco è l' "USTB (Unione Sportiva Dilettantistica Tennis Beinasco)".

### Pallacanestro
La società di basket di Beinasco è la "Beinaschese Basket OTB" che milita in serie D (Girone B) maschile.

### Pallavolo
La società di pallavolo di Beinasco è la "Bussola Volley Beinasco".

### Arti marziali
La società di arti marziali, Taekwondo, è "l'associazione multiculturale beinaschese Taekwondo", in collaborazione con società di tutta Italia.